# Germinon
Germinon település Franciaországban, Marne megyében. Lakosainak száma 188 fő (2022. január 1.). Germinon Cheniers, Soudron, Thibie, Trécon, Vélye és Villeseneux községekkel határos.

## Népesség
A település népességének változása:
| Lakosok száma | 127  | 113  | 118  | 123  | 160  | 174  | 174  | 178  | 184  | 188  |
|               | 1968 | 1982 | 1990 | 2006 | 2013 | 2015 | 2017 | 2019 | 2020 | 2022 |